# Synaptosoom

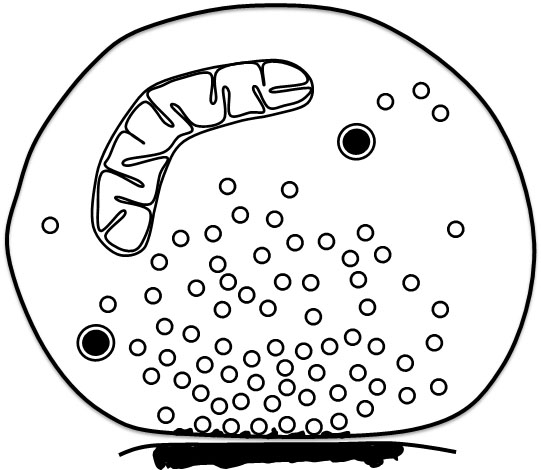
Schema van een geïsoleerde synaptosoom, met talrijke kleine synaptische blaasjes, twee dichte kern blaasjes, één mitochondrion en onderaan de synaptische spleet.

Een synaptosoom is een isolaat van het synaptisch eindgedeelte van een zenuwcel. Een synaptosoom kan worden geïsoleerd door zenuwweefsel te homogeniseren onder isotone omstandigheden, en deze vervolgens te fractioneren met behulp van dichtheidsgradiëntcentrifugatie. Synaptosomen bevatten alles van de synaps: het presynaptische membraan, inclusief de mitochondriën en synaptische blaasjes, en het postsynaptische membraan. Ze hebben de morfologische kenmerken en de chemische eigenschappen van de oorspronkelijke synaps. Synaptosomen geïsoleerd uit zoogdierhersenen behouden vaak een deel van het aangehechte postsynaptische membraan.
Synaptosomen worden vaak gebruikt om impulsoverdracht in een reageerbuis te bestuderen, omdat ze alle moleculaire machinerie bevatten die nodig zijn voor de opname, opslag en afgifte van neurotransmitters. Ook zijn ze van belang bij het testen van nieuwe geneesmiddelen. Synaptosomen behouden een normaal membraanpotentiaal, bevatten presynaptische receptoren, transporteren metabolieten en ionen en geven bij depolarisatie verschillende neurotransmitters (waaronder acetylcholine, aminozuren, catecholamines en peptiden) met behulp van calciumionen af.